# Jelena Nikolajewna Darina
Jelena Nikolajewna Darina (russisch Елена Николаевна Дарина; * 23. Februar 1985) ist eine russische Biathletin.
Jelena Darina gab ihr internationales Debüt im Rahmen der Biathlon-Juniorenweltmeisterschaften 2006 in Presque Isle, bei denen die Russin 17. des Sprints und 24. des Verfolgungsrennens wurde. Im weiteren Saisonverlauf startete sie auch bei den Juniorenrennen der Sommerbiathlon-Weltmeisterschaften 2006 in Ufa und gewann mit Olga Saremskaja, Jewgeni Pschelkin und Alexei Katrenko den Titel im Mixed-Staffelrennen. Im Sprint und der Verfolgung verpasste sie weitere Medaillengewinne als Sechste und Vierte nur knapp. Wegen der hohen Leistungsdichte im russischen Team dauerte es längere Zeit, bis Darina erneut zu internationalen Einsätzen kam. Bei den Sommerbiathlon-Europameisterschaften 2011 in Martell trat die Russin mittlerweile bei den Frauen an und wurde 14. des Sprintrennens und Achte der Verfolgung.